# 2021-es japán képviselőházi választások
| Listavezető              | Kisida Fumio                   | Edanó Jukió                        | Macui Icsiró                  | Jamagucsi Nacuó               | Tamaki Juicsiró               | Sii Kazuó                     | Jamamotó Taró                |
| ------------------------ | ------------------------------ | ---------------------------------- | ----------------------------- | ----------------------------- | ----------------------------- | ----------------------------- | ---------------------------- |
| Párt neve                | Liberális Demokrata Párt       | Alkotmányos Demokrata Párt (Japán) | Japán Megújulás Párt          | Kómeitó                       | Demokrata Párt a Népért       | Japán Kommunista Párt         | Reiva Szinszengumi           |
| Szavazatok száma         | 19,914,883 34.66%              | 11,491,997 20%                     | 8,050,830 14,01%              | 7,114,282 12,38%              | 2,593,255 4,51%               | 4,166,076 7.25%               | 2,215,648 3.86%              |
| Mandátumok               | Képviselőház (Japán):259 / 465 | Képviselőház (Japán):96 / 465      | Képviselőház (Japán):41 / 465 | Képviselőház (Japán):32 / 465 | Képviselőház (Japán):11 / 465 | Képviselőház (Japán):10 / 465 | Képviselőház (Japán):3 / 465 |
| Változás %-pont          | 0,13                           | Új párt                            | 7,94                          | 0,13                          | Új párt                       | 0,65                          | Új párt                      |
| Változás a mandátumokban | 3                              | Új párt                            | 30                            | 3                             | Új párt                       | 2                             | Új párt                      |

Egyéni választókörzetek Japánban

A 2021-es japán képviselőházi választásokat (第49回衆議院議員総選挙; Hepburn: daijondzsúkjúkai Súgín gín szószenkjo) 2021. október 31-én tartották. Ez volt a háború utáni Japán alkotmány értelében a Képviselőház 49. választása és a Reiva-kor első választása. A szavazók az országgyűlés alsóházának 465 tagját vegyes választási rendszerben választották meg: 289 képviselőt egyéni választókörzetben és 176 képviselőt regionális pártlistáról.
Az alkotmány értelmében a miniszterelnöknek és kormányának a választások utáni első képviselőházi ülésen kötelessége lemondani, emiatt a választások után Japánnak újonnan kinevezett miniszterelnöke és kormánya lesz (bár a választások előtti miniszterelnök és kormány újra kinevezést kaphat).

## A Képviselőház összetétele a választások előtt
| Parlamenti frakció | Parlamenti frakció                                                         | Politikai párt                                                         | Képviselők |
| ------------------ | -------------------------------------------------------------------------- | ---------------------------------------------------------------------- | ---------- |
|                    | Liberális Demokrata Párt / Függetlenek Szövetsége                          | Liberális Demokrata Párt, függetlenek                                  | 282        |
|                    | Alkotmányos Demokrata Párt / Függetlenek Fóruma                            | Alkotmányos Demokrata Párt (Japán), Szociáldemokrata Párt, függetlenek | 113        |
|                    | Kómeitó                                                                    | Kómeitó                                                                | 29         |
|                    | Japán Kommunista Párt                                                      | Japán Kommunista Párt                                                  | 12         |
|                    | Nippon Isin / Függetlenek                                                  | Japán Megújulás Párt, függetlenek                                      | 11         |
|                    | Népi Demokratikus Párt / Függetlenek Klubja                                | Népi Demokratikus Párt, függetlenek                                    | 10         |
|                    | Függetlenek / Frakción Kívüliek                                            | LDP (házelnök), ADP (házelnökhelyettes), N-Koku, függetlenek           | 7          |
|                    | Szabad: Hokkaidó 2. választókörzet (időközi választás 2021. április 25-én) |                                                                        | 1          |
| Összesen           | Összesen                                                                   | Összesen                                                               | 465        |

## Választási eredmény
| Politikai párt | Politikai párt                     | Pártlista  | Pártlista | Pártlista  | Egyéni választókörzet | Egyéni választókörzet | Egyéni választókörzet | Összes mandátum | +/– |
| Politikai párt | Politikai párt                     | Szavazatok | %         | Mandátumok | Szavazatok            | %                     | Mandátumok            | Összes mandátum | +/– |
| -------------- | ---------------------------------- | ---------- | --------- | ---------- | --------------------- | --------------------- | --------------------- | --------------- | --- |
|                | Liberális Demokrata Párt           | 19 914 883 | 34,66     | 72         | 27 626 234            | 48,05                 | 189                   | 261             | –23 |
|                | Alkotmányos Demokrata Párt (Japán) | 11,491,997 | 20,00     | 39         | 17 239 691            | 29,99                 | 57                    | 96              | +41 |
|                | Japán Megújulás Párt               | 8 050 830  | 14,01     | 25         | 4 802 793             | 8,35                  | 16                    | 41              | +30 |
|                | Kómeitó                            | 7 114 282  | 12,38     | 23         | 872 831               | 1,52                  | 9                     | 32              | +3  |
|                | Japán Kommunista Párt              | 4 116 076  | 7,25      | 9          | 2 650 591             | 4,61                  | 1                     | 10              | –2  |
|                | Népi Demokratikus Párt             | 2 593 255  | 4,51      | 5          | 1 245 719             | 2,17                  | 6                     | 11              | Új  |
|                | Reiva Sinszengumi                  | 2 215 648  | 3,86      | 3          | 248 280               | 0,41                  | 0                     | 3               | Új  |
|                | Szociáldemokrata Párt              | 1 018 588  | 1,77      | 0          | 313 193               | 0,54                  | 1                     | 1               | 1   |
|                | Egyéb pártok                       | 900 181    | 1,57      | 0          | 222 368               | 0,39                  | 0                     | 0               | –   |
|                | Függetlenek                        |            |           |            | 2 269 166             | 3,95                  | 10                    | 10              | 12  |